# Albert Höhnle
Albert Friedrich Höhnle (* 21. Juli 1902 in Feuerbach; † 31. August 1982 in Stuttgart-Stammheim) war ein deutscher Politiker (CDU).

## Leben
Höhnle wurde als Sohn des Fabrikaufsehers Albert Höhnle und dessen Ehefrau Anna Martha, geb. Haspel, in der damals noch eigenständigen Gemeinde Feuerbach geboren. Er studierte ab Sommersemester 1922 Volkswirtschaftslehre an der Universität Tübingen und an der Deutschen Universität in Prag und bestand am 4. Mai 1929 in Tübingen die Diplom-Prüfung für Volkswirte. 1932 wurde er mit einer Arbeit über Lohnhöhe und Arbeitslosigkeit zum Dr. rer. pol. promoviert.
Von 1930 bis 1933 war Höhnle als Redakteur und Geschäftsführer beim Christlich-Sozialen Volksdienst in Berlin angestellt. Nach der Machtübernahme durch die Nationalsozialisten war er in der Ausübung seiner beruflichen Tätigkeit eingeschränkt. 1935 übernahm er die Verlagsleitung und Chefredaktion einer Fachzeitschrift in der Aluminiumindustrie. Ab 1939 leistete er Militärdienst. Nach Entlassung aus der Kriegsgefangenschaft kehrte er 1945 in sein Elternhaus in Feuerbach zurück.
Im Feuerbach war Höhnle Mitgründer des CDU-Ortsverbandes. Von 1947 bis zum Eintritt in den Ruhestand 1967 war er Geschäftsführer des Landesverbands Nordwürttemberg der CDU und arbeitete eng mit den Ministerpräsidenten Gebhard Müller und Kurt Georg Kiesinger zusammen. 1949 gehörte er der ersten Bundesversammlung an. 1950 wurde er in den Landtag von Württemberg-Baden gewählt. Die Legislaturperiode endete jedoch schon nach achtzehn Monaten mit der Vereinigung der Länder Württemberg-Baden, Württemberg-Hohenzollern und Südbaden zum Land Baden-Württemberg. 1952 war Höhnle Mitglied der verfassungsgebenden Versammlung des Landes Baden-Württemberg. Er war ferner Mitglied des Rundfunkrats des Süddeutschen Rundfunks.
In seinem Privathaus leitete Höhnle über viele Jahre die Bibelstunden der pietistischen Hahn’schen Gemeinschaft. Er starb 1982, seine letzte Ruhestätte fand er auf dem Friedhof in Stuttgart-Feuerbach.

## Auszeichnungen
- Verdienstkreuz 1. Klasse des Verdienstordens der Bundesrepublik Deutschland (1964)